# Rezerwat przyrody Gogulec

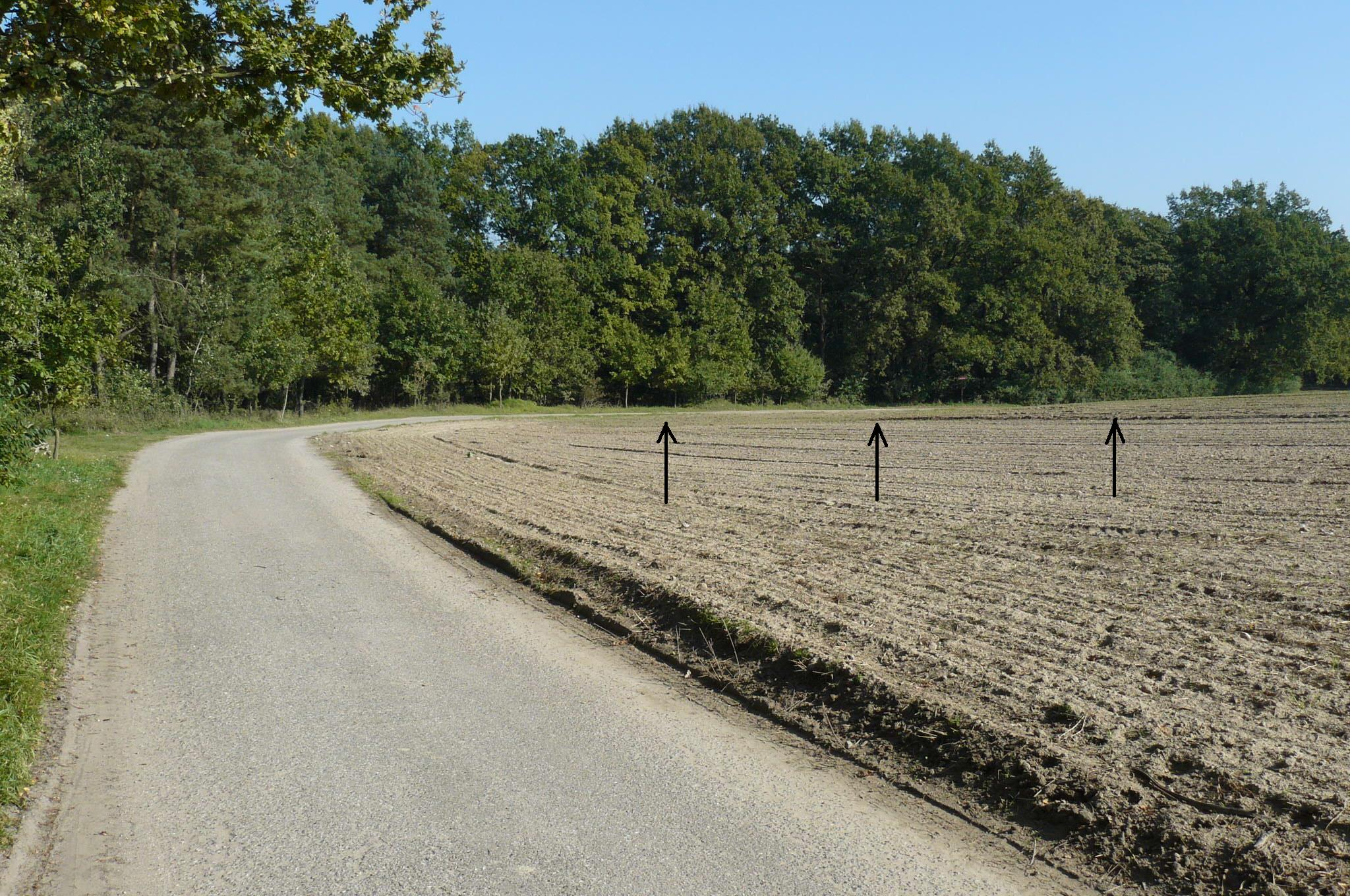
Tereny rezerwatu od zachodu – obszar zaznaczono strzałkami

Rezerwat przyrody Gogulec – torfowiskowy rezerwat przyrody położony w gminie Suchy Las, powiecie poznańskim (województwo wielkopolskie). Znajduje się na skraju wsi Złotkowo, na północny wschód od jej centrum, przy granicy poligonu Biedrusko.

## Charakterystyka
Powierzchnia rezerwatu wynosi 5,29 ha. Wokół rezerwatu utworzono otulinę o powierzchni 5,24 ha.
Rezerwat został utworzony w 2001 roku w celu ochrony torfowiska przejściowego (dawna torfianka) z cenną florą i fauną. W rezerwacie stwierdzono występowanie 6 gatunków objętych prawną ochroną:
- grążel żółty
- rosiczka okrągłolistna
- kruszyna (ochrona częściowa)
- konwalia majowa (ochrona częściowa)
- kalina koralowa (ochrona częściowa)
- porzeczka czarna (ochrona częściowa)

Z innych cenne okazy flory: osoka aloesowata, pływacz zwyczajny, cibora brunatna, żabieniec lancetowaty, wiąz szypułkowy, pajęcznica gałęzista, czermień błotna, bobrek trójlistny oraz kostrzewa sina. Główną rolę budulcową w obrębie zbiorowiska pełnią torfowce, wytwarzające w wodzie pła (kożuchy) stopniowo zarastające turzycą bagienną i rosiczką. W fazie inicjalnej jest tu też zbiorowisko olsu torfowcowego (z brzozami oraz wierzbami i kruszyną w podszycie), stanowiące zagrożenie dla zbiornika wodnego (obniżanie poziomu wód).

## Podstawa prawna
- Rozporządzenie Nr 41/2001 Woj. Wielkopolskiego z dn 7.11.2001 r. (Dz.Urz. Woj. Wielkopolskiego Nr.140, poz.2795)

## Udostępnienie
Skrajem rezerwatu przebiega znakowany kolorem żółtym szlak rowerowy z Poznania do Obornik.